# Drückerkolonne
Als Drückerkolonne wird umgangssprachlich eine Gruppe von Verkäufern im Außendienst bezeichnet, die oft außerhalb der gesetzlichen Regelungen für Haustürgeschäfte und ohne die für sie geltenden Schutzbestimmungen des Handelsvertreterrechts zumeist Zeitschriften-Abonnements, Telefonverträge oder vorgeblich gemeinnützige Spenden einwerben und sich dabei unmoralischer oder krimineller Methoden bedienen. Die Bezeichnung wird von der älteren Verwendung von drücken für belästigen oder bedrängen abgeleitet. Eine andere Erklärung ist das Drücken der Türklingel oder des Türdrückers, allerdings könnte es sich dabei lediglich um eine moderne Deutung des nicht mehr verstandenen älteren Begriffs handeln.

## Grundlagen
Die Distributionspolitik im Medienwesen, aber auch im Bereich der Finanzdienstleistungen, Telekommunikationsdienstleistungen oder im Bereich unseriöser Spendenwerbung koppelt häufig die reine Vertragsakquisition rechtlich vom Hauptgeschäft ab, indem Subunternehmen für die Anwerbung von Kunden beauftragt werden.
Drückerkolonnen unterscheiden sich von regulären Handelsvertretern vor allem durch die regelmäßig nicht vorhandene rechtliche und fachliche Ausbildung der Vertreter sowie eine weitgehende wirtschaftliche und oft auch persönliche Abhängigkeit von ihren unmittelbaren Auftraggebern. Dabei wird gegen gesetzliche Bestimmungen verstoßen, was aber oftmals wegen fehlender schriftlicher Verkaufsversprechen (z. B. Testabos, die es nicht gibt oder Rücktrittsmöglichkeiten, die nicht erläutert und zurückdatiert werden) nicht nachgewiesen werden kann. Drücker sind häufig in wechselnden Firmen organisiert, die strikt hierarchisch geführt werden und häufig ihre Firmierung wechseln. In Einzelfällen wird auch physische Gewalt innerhalb der Teams angewendet, um den Umsatz zu sichern. Da regelmäßig rechtsunkundige Mitarbeiter ohne soziale Absicherung und ohne reguläre Handelsvertreterverträge beschäftigt werden, muss eine hohe Fluktuation in Kauf genommen werden.
Durch das Auslagern der Werbetätigkeit an kleine Unternehmen koppeln sich die beauftragenden Anbieter rechtlich ab. Sie erhalten die von Drückerkolonnen akquirierten Kunden, ohne für das Verhalten der Drückerkolonnen bei der Anwerbung formal verantwortlich zu sein. Werden die Methoden beauftragter Drückerkolonnen öffentlich, erklärt der Anbieter in vielen Fällen sein Bedauern über die Methoden, kündigt den Vertrag mit der zu auffällig gewordenen Drückerkolonne und vergibt ihn an eine andere.

## Methoden
Drückerkolonnen sind in der Regel im Reisegewerbe tätig und verwenden Methoden des Direktmarketings, allerdings in einer Weise, die allgemein als unmoralisch oder kriminell oder als unerwünschte Werbung empfunden wird.

### Interne Drucksituation
- Mitarbeiter werden in Schulungen auf verkaufspsychologisch bestimmte Verhandlungsschemata festgelegt und teilweise einer Gehirnwäsche unterzogen, um sie auf die Verkaufstätigkeit zu fixieren und einzuschwören. Derartige Schulungen finden auch zwangsweise am Abend nach dem Arbeitstag statt, wenn einer der Drücker nicht das Fixum der Abonnements erreicht.
- Seitens der Auftraggeber wird den Vertretern mit Jobverlust gedroht, sodass diese durch persönlichen Druck gegenüber Kunden weniger gehemmt sind, dies kommt aber selten vor.
- Den Werbern werden Quoten einzuwerbender Abonnements vorgegeben: die Tagesbesten werden belobigt, die schlechtesten werden unter schweren Druck gesetzt (Drohung), Erniedrigung vor der Gruppe, Geld- und Nahrungsentzug. Gewalttätigkeiten sind in diesen Organisationen nicht ungewöhnlich.[3] Bevorzugt werden junge und bindungsarme Menschen angeworben.[4]

### Drucksituation im Verkaufsgespräch
- Die persönliche Konfrontation mit Kunden ist stärker als im vergleichbaren Telefonverkauf. Der Interessent wird durch Aufdringlichkeit solange in ein Werbegespräch verwickelt, bis er einen Vertrag abschließt, nur um den Vertreter loszuwerden.[3][5]
- Der Werber wird unangemessen privat. So kann er Eigenschaften des Kunden, wie Schüchternheit oder ein soziales Kontaktbedürfnis ausnutzen.[6]
- Bei Straßenwerbung werden bevorzugt junge und gut aussehende Werber eingesetzt.[7]
- Sollte die Person im Laufe des Gespräches sich nicht überreden lassen, einen Vertrag zu unterschreiben, wird mit aggressiven Worten und Umgang versucht, Druck aufzubauen,[5] um den potentiellen Kunden in eine unangenehme Lage zu bringen (Nötigung).[6][7][8]
- Üble Nachrede wird eingesetzt, wenn ein angesprochener Passant nicht auf den Werber reagiert, z. B. mit dem Ausruf Sie sind also gegen den Tierschutz.
- Es werden Mitleidsgefühle angesprochen.[9] Der Werber gibt an, in einer schweren persönlichen Situation zu sein und geschäftlichen Erfolg dringend zu benötigen.[6] So wird an das Mitleid des Umworbenen appelliert und durch subtilen Druckaufbau die Hilfsbereitschaft missbraucht.[5] Hierzu zählt auch das Vortäuschen von Behinderungen oder Krankheit.

### Bewusste Fehlinformation
- Durch gezielte Fehlinformationen oder das Weglassen von wichtigen Details werden bei Kunden falsche Vorstellungen erzeugt, womit die asymmetrische Informationsverteilung ausgenutzt wird.[6][10]
- Bei Mitgliedschaftsverträgen, z. B. für soziale Organisationen, wird den Angesprochenen nicht mitgeteilt, wie viel von den Beiträgen an den Werber gehen.[7][9][11]
- Man verschafft sich Zugang, indem man zunächst angibt, eine wissenschaftliche Umfrage zu unternehmen (Arglistige Täuschung).[5]
- Man verschafft sich einen Vertragsabschluss, indem behauptet wird, der Werber brauche die Unterschrift lediglich als Nachweis des Gespräches: in Wahrheit wird ein Abonnement abgeschlossen (arglistige Täuschung bzw. Vorspiegelung falscher Tatsachen (Betrug)).

### Vertragsmanipulationen
- Verträge werden rückdatiert, juristisch eine Urkundenfälschung, wodurch der falsche Eindruck entstehen soll, dass die Widerrufsfrist des Käufers vom Vertragsabschluss früher ablaufe.[6]
- Der Vertragsabschluss einschließlich der Unterschrift wird gefälscht.[3][12]

## Schutz
Dem Verbraucher stehen Schutzmöglichkeiten auf unterschiedlichen Ebenen zur Verfügung, sollte es dem Angesprochenen nicht gelingen, den Drücker abzuweisen:
- Persönlich

1. Werber sofort abweisen.[6]
2. Personalausweis und Reisegewerbekarte im Original (keine Kopien!) (nach § 55 GewO) des Werbers und ggf. Bescheinigung des Auftraggebers vergleichen und auf Aktualität überprüfen.[5][13]
3. Daten und den Gesprächsverlauf vor den Augen des Verkäufers schriftlich festhalten.
4. Unterschriften nur mit korrekt ausgefülltem Datum leisten.
5. Die Möglichkeit eines Widerrufs offenhalten.
6. Eine Kopie des Vertrages oder der Bestellung in jedem Fall in der Hand behalten, bevor der Werber das Original erhält.[6] Gegebenenfalls Handyfotos anfertigen.
7. Fragen, welche Beitragsanteile an den Werber und seine Organisation gehen.
8. Hilfe anbieten, z. B. die Telefonnummer eines Arbeitsvermittlers bereithalten.

- Rechtlich

1. Widerruf der im Hinblick auf den Vertragsschluss abgegebenen Willenserklärung binnen 14 Tagen gemäß § 312 BGB.[6]
2. Ggf. Anfechtung des Vertrages wegen arglistiger Täuschung gemäß § 123 BGB oder Anzeige wegen Betruges gemäß § 263 StGB[6]

Hier sollte ein Gesprächsprotokoll mit Datum und Uhrzeit die Aussagen des Verkäufers bezüglich seiner persönlichen Situation, möglichen Einschüchterungsversuchen und Schicksalsberichten enthalten.
Im Zweifelsfall kann die Polizei benachrichtigt werden, die Werber überprüft und gegebenenfalls Platzverweise ausspricht. Sollten sich mehrere Kunden bei einer staatlichen Stelle mit ähnlichen Protokollen melden, ist die Glaubwürdigkeit eines solchen Beweismittels auch ohne Zeugen wahrscheinlich.

## Branchen
- Strom- und Gasbranche: Der Direktvertrieb belegt in der Strom- und Gasbranche den vierten Platz der Vertriebskanäle. Versorger, wie das RWE, beauftragen oft externe Dienstleister, deren Angestellte auf Provisionsbasis Stromverträge verkaufen.[14] Neben diesen von den Firmen beauftragten Verkäufern gibt es auch Trickbetrüger, die sich als Vertreter von Energielieferanten ausgeben (Stadtwerke-Trick).[15]